# Суздальцев, Александр Иванович
Александр Иванович Суздальцев (род. 12 октября 1937, Красноусольский, Башкирская АССР) — оператор по добыче нефти и газа нефтегазодобывающего управления «Нижневартовскнефть», управления  «Главтюменьнефтегаз», Министерства нефтяной промышленности СССР, рационализатор, Герой Социалистического Труда (1977). За выдающиеся заслуги в выполнении принятых на 1976 год социалистических обязательств ему Указом Президиума Верховного Совета СССР от 12 мая 1977 года присвоено звание Героя Социалистического Труда с вручением ордена Ленина и золотой медали «Серп и молот».
Делегат V съезда Всесоюзного общества изобретателей и рационализаторов в Москве, делегат XVIII съезда профсоюзов СССР.
К 1980 году его рацпредложения давали ежегодно 28 тыс. рублей экономии.
Один из первых разработчиков Самотлорского нефтяного месторождения, один из 12 самотлорцев и 22 башкирских нефтяников — Героев Социалистического Труда .
В 1976 г. перешел на обслуживание 50 скважин (в два раза больше нормы).
В 1964 г. в Мегионе заливал танкер с первой промышленной нефтью.
В настоящее время Александр Суздальцев проживает в Туймазинском районе, является активистом районного Совета ветеранов.

## Биография
Александр Иванович родился 12 октября 1937 года в поселке Красноусольск Гафурийского района Башкирии. Окончив профессиональное училище №21 в Ишимбае, работал оператором подземного ремонта нефтепромыслового управления «Октябрьскнефть». В 1958-1961 годах проходил армейскую службу в Дальневосточном военном округе. С 1961 года трудился оператором по добыче нефти и газа  на нефтепромыслах нефтегазодобывающего управления  «Октябрьскнефть» в Башкирии. В 1964 году приехал в Тюменскую область и работал оператором по добыче нефти в НГДУ «Нижневартовскнефть» в Ханты-Мансийском автономном округе Тюменской области. 
Александр Иванович участвовал в разработке Мегионского месторождения нефти в Западной Сибири.  Уже через несколько дней после того, как устроился оператором  по добыче нефти и газа в управление «Мегионнефть», заливал танкер с первой промышленной нефтью Нижневартовского региона.  В 1969 году его переводят на Самотлорское месторождение, где масштабы разработки недр были гораздо крупнее. Если в Мегионе годовые объемы по добыче нефти исчислялись миллионами тонн, то на новом месторождении счёт шёл на десятки миллионов тонн. Суздальцев руководил комсомольско-молодежной бригадой операторов по обслуживанию скважин, которая в год принимала на эксплуатацию до 60 новых объектов. Александр Иванович был в числе инициаторов движения за обслуживание большого количества нефтяных скважин. В 1976 году перешёл на обслуживание 50 скважин, что было вдвое больше нормы. И добился их многолетней безаварийной эксплуатации. 
На участках, обслуживаемых бригадой Суздальцева, крайне редко случались простои из-за поломок. Молодые специалисты часто вносили рационализаторские предложения, позволяющие обеспечить безопасность и высокое качество работы. 
Александр Суздальцев разработал новый способ замены штуцеров, регулирующий режим функционирования скважин. После его  внедрения на выполнение этой операции стало затрачиваться гораздо меньше времени. К 1980 году рационализаторские предложения Суздальцева давали ежегодно 28 тысяч рублей экономии.
За выдающиеся успехи в выполнении принятых на 1976 год социалистических обязательств по добыче нефти, бурению скважин и повышению производительности труда Указом Президиума Верховного Совета СССР от 12 мая 1977 года Александру Ивановичу Суздальцеву было присвоено звание Героя Социалистического Труда с вручением ордена Ленина и золотой медали «Серп и Молот». 
Александр Иванович также награжден двумя орденами Трудового Красного Знамени (1971, 1974), медалью «За освоение и развитие нефтегазового комплекса Западной Сибири.
В настоящее время нефтяник проживает в Туймазинском районе, является активистом районного Совета ветеранов. 
В 2019 году в честь 50-летия с начала промышленной разработки Самотлорского месторождения на мемориале «Звезды Югры» в г. Ханты-Мансийск открыт памятный знак в честь Александра Ивановича Суздальцева. Такую высокую оценку получил   вклад первопроходца  в освоение Самотлора. 

## Служба в армии
В 1958—1961 годах проходил армейскую службу в Дальневосточном военном округе.

## Трудовая биография
- С 1956 по 1958 гг. оператор подземного ремонта нефтепромыслового управления «Октябрьскнефть» на промысле № 3[4],
- С 1964 г. в НПУ «Нижневартовскнефть» оператором по добыче нефти в Сургуте Тюменской области[4].

## Образование
- Профессиональное училище № 21 (Ишимбай)[5][4]]

## Награды
• Кавалер ордена Ленина (1977),
• Кавалер двух орденов Трудового Красного Знамени (1971, 1974),
• Медаль «За освоение недр и развитие нефтегазового комплекса Западной Сибири»,
• Две медали ВДНХ,
• Звание «Герой Социалистического Труда» (1977).